# Bedrieglijk maïswortelknobbelaaltje
Het bedrieglijk maïswortelknobbelaaltje (Meloidogyne fallax) is een ander maïswortelknobbelaaltje dat pas in 1992 in het zuidoosten van Nederland op tomaat werd ontdekt en in 1996 beschreven. Dit wortelknobbelaaltje lijkt sterk op het maïswortelknobbelaaltje Meloidogyne chitwoodi. Meloidogyne fallax kan maïs echter niet infecteren en komt in Nederland vooral voor op suikerbieten. In Australië is de soort gevonden op aardappel. Meloidogyne fallax vormt kleine langgerekte knobbels zonder zijwortelvorming. Bij planten met een penwortel, zoals peen en suikerbieten treedt bij infectie wortelvertakkingen op. Als er sprake is van een tegelijkertijd optredende besmetting van Meloidogyne fallax, het noordelijk wortelknobbelaaltje en het maïswortelknobbelaaltje hebben de knobbels het uiterlijk van het noordelijk wortelknobbelaaltje.
Reproductie kan zowel seksueel als door mitotische parthenogenese plaats vinden.
In de EU is Meloidogyne fallax een quarantaineorganisme.
Uitstel van zaai- en planttijdstip in het voorjaar kan in Nederland voor een sterke verlaging van de beginbesmetting zorgen door grote aaltjessterfte bij oplopende temperaturen.

## Beschrijving
De vrouwelijk stilet is aan de rugzijde gebogen, 14,5 μm lang met afgeronde tot verticaal eivormige knobbels. Het patroon rond de anus is licht hellend met aan de rugzijde een matig hoge boog met grove striae. De laterale lijnen zijn onduidelijk en het ventrale gebied is ovaal tot hoekig. De mannelijk stilet is 19,6 μm lang, met bij de schacht grote afgeronde knobbels. Het kopgebied van het mannetje is iets afgebakend met een ronde verhoogde kopschijf en van elkaar verschillende laterale lippen. Het tweede larvale stadium is 403 μm lang. De staart is 49,3 μm lang en loopt geleidelijk taps toe tot het duidelijk doorzichtig staartuiteinde, dat 13,5 μm lang is. De punt van de staart is breed afgerond.
De eitjes zijn 89-103,6 µm lang en 34-44,2 µm breed.

## Levenscyclus

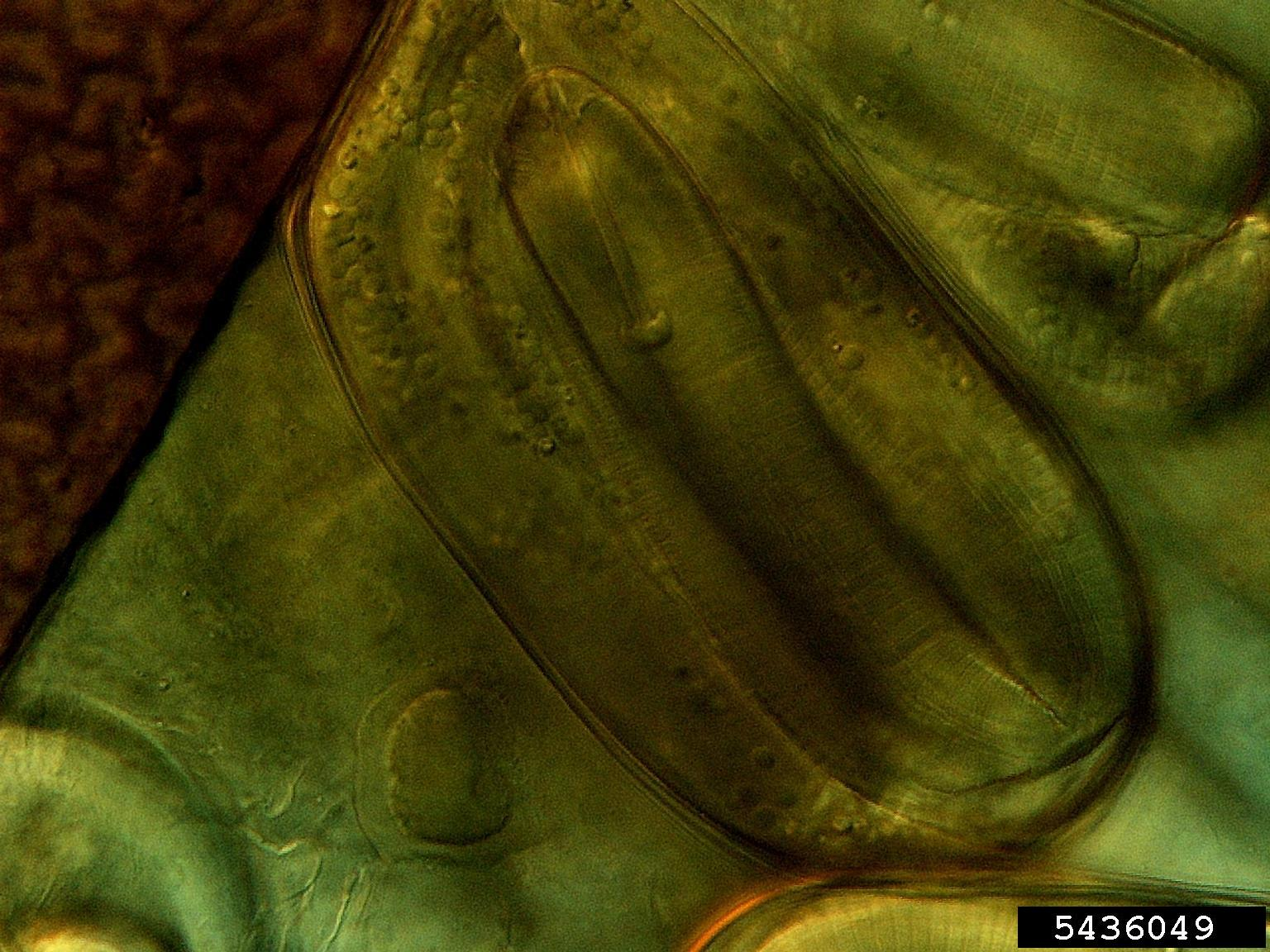
Eitje van een Heteroderidae-aaltje

Het Meloidogyne fallax doorloopt vijf stadia in hun levenscyclus (eifase, vier larvale stadia en daarna volwassenheid). Ze overleven de winter in eitjes in de grond. Het eerste larvale stadium vindt plaats in het ei. Wanneer de eitjes uitkomen is het aaltje al in het tweede larvale stadium en gaat op zoek naar plantenwortels. Ze dringen het wortelstrekkingsgebied binnen en migreren in de wortel totdat ze een vaste verblijfplaats hebben gevonden. Signalen van de L2-aaltjes zorgen ervoor dat parenchymcellen in de buurt van de kop van het L2-aaltje meerkernig worden. voor het vormen van voedingscellen, algemeen bekend als reuzencellen, van waaruit de L2 en later de volwassen aaltjes zich voeden. Gelijktijdig met de vorming van reuzencellen, vormt het omringende wortelweefsel een gal (knobbel) waarin de zich ontwikkelende larve zit. De larven voeden zich met de reuzencellen met behulp van hun stilet ongeveer 24 uur nadat ze een vaste verblijfplaats hebben gevonden. Na verdere voeding ondergaan de L2-aaltjes morfologische veranderingen en worden ze bolvormig. Zonder verdere voeding vervellen ze drie keer en worden uiteindelijk volwassen. Bij vrouwtjes, die bijna bolvormig zijn, wordt de voeding hervat en ontwikkelt het voortplantingssysteem zich. De mannetjes kunnen zich vrij bewegen en verlatende de wortel nadat ze volwassen zijn geworden. De vrouwtjes leggen de eitjes in een gelatineuze massa geproduceerd door zes rectale klieren en afgescheiden voor en tijdens het leggen van de eieren. De gelatineuze massa vormt aanvankelijk een kanaal door de buitenste lagen van het wortelweefsel en omringt later de eieren, De gelatineuze massa vormt een barrière tegen waterverlies en zorgt door het hoge vochtgehalte dat de eieren niet uitdrogen. Naarmate de gelatineuze massa ouder wordt, verandert het van een kleverige, kleurloze gelei in een leerachtige, oranje-bruine substantie die gelaagd lijkt. De wortel barst open en de gelatineuze massa wordt op de knobbel zichtbaar. Het ei bestaat uit één cel, met herkenbare volgende stadia van twee cellen, vier cellen en acht cellen. Verdere celdeling leidt tot het kikkervisjesstadium, waarbij door een verdere verlenging het eerste larvale stadium ontstaat. Het omhulsel van het ei bestaat uit drie lagen, met als buitenste laag de vitellinelaag, dan een chitine-achtige middelste laag en een binnenste laag bestaande uit lipiden. De vitellinelaag bestaat voornamelijk uit eiwitvezels, met eiwitreceptoren die nodig zijn voor de spermabinding die op hun beurt gebonden zijn aan spermaplasmamembraanreceptoren. Het vrouwtje zet onder goede groeiomstandigheden 200-400 eieren af.
Nadat het eiomhulsel doorlaatbaar is geworden, kan de larve uit het ei komen met behulp van fysieke en/of enzymatische processen. Eitjes van Meloidogyne fallax worden in het algemeen niet beïnvloed door de aanwezigheid van een gastheer, maar komen pas uit bij de juiste temperatuur en in aanwezigheid van water.
M. fallax kan onder Nederlandse omstandigheden maximaal drie generaties per jaar ontwikkelen.